# TuS Osnabrück-Haste 01
Turn-und Sportverein Osnabrück-Haste 1901 e.V. é uma agremiação alemã, fundada em 1901, sediada em Osnabrück, na Baixa Saxônia.

## História
O cube foi fundado no início do século XX como associação esportiva e de carnaval. Permaneceu anônimo na disputa das ligas inferiores até a Segunda Guerra Mundial. Em 1945, o time foi dissolvido pelas autoridades de ocupação aliadas, como todas as sociedades incluindo as esportivas de acordo com o processo de desnazificação. O clube foi rapidamente reconstituído como 
TuS Haste 01.
A partir de 1947, a DFB, a Federação Alemã de Futebol, criou cinco ligas, intituladas Oberliga, de primeiro nível. A região norte foi contemplada pela Oberliga Nord, de 1947 a 1963. Logo abaixo se encontravam algumas ligas, cujo nome e estrutura variavam segundo as localizações. Na Baixa Saxônia foi aberta uma liga denominada Landesliga que foi subdividida em cinco grupos: Braunschweig, Bremen, Hannover, Hildesheim e Osnabrück', que tomou o nome de Weser-Ems, para a temporada 1948-1949.
O TuS Haste 01 foi inserido na Landesliga, Grupo Osnabrück, na qual terminou vice-campeão, atrás somente do Eintracht Osnabrück.
Na temporada 1949-1950, os cinco grupos da Landesliga foram reagrupados em duas séries, leste e oeste, que formaram a Amateuroberliga Niedersachsen, no nível 2. Nessa divisão o TuS Haste 01 terminou em último e foi rebaixado.
A reunião dos clubes dessa série ocorreu na temporada 1959-1960, à qual correspondeu ao segundo nível durante cinco temporadas. Classificado em sétimo, em 1964, o TuS Haste permaneceu nessa divisão, que na temporada seguinte se tornou o nível terceiro a partir da criação da Bundesliga e a instauração da Regionalliga como a segunda divisão.
No fim da temporada 1966-1967, o TuS 01 terminou em terceiro lugar. Na fase de promoção, os chamados play-offs, o time teve chance de ascender à Regionalliga Nord, mas a aventura se tornou curta. Ao ficar em último, a equipe perderia a chance de chegar ao segundo nível. Na temporada seguinte acabou rebaixado.
A equipe voltou a integrar a Amateuroberliga Niedersachsen até 1974. Na temporada 1974-1975, essa liga foi renomeada Landesliga Niedersachsen e passou a ser a quarta divisão a partir da criação da 2. Bundesliga, como a segunda, e a instauração da Oberliga Nord como o nível terceiro.
Em 1975, o time sofreu o descenso para o nível quinto. Atualmente a equipe disputa a Bezirksliga.

## Cronologia recente
A recente performance do clube:
| Temporada | Divisão                       | Posição |
| 2006–2007 | Bezirksliga Weser-Ems Grupo 5 | 7°      |
| 2007–2008 | Bezirksliga Weser-Ems Grupo 5 | 7°      |
| 2008–2009 | Bezirksliga Weser-Ems Grupo 5 | 3°      |
| 2009–10   | Bezirksliga Weser-Ems Grupo 5 | 2°      |
| 2010–11   | Bezirksliga Weser-Ems Grupo 5 | 9°      |
| 2011–12   | Bezirksliga Weser-Ems Grupo 5 | 7°      |